# Mochi Craft Dolphin 54'
Il Mochi Craft Dolphin 54' è uno yacht prodotto dal cantiere navale italiano Mochi Craft del Gruppo Ferretti.

## Il contesto
Il Dolphin 54', presentato per la prima volta al Salone nautico di Genova 2007, è progettato in due differenti versioni, sun top e flybridge. Entrambe le versioni sono fornite di 3 cabine e sono in grado di imbarcare fino a 12 persone.
Questa imbarcazione è progettata con carena Deep Vee a geometria variabile e deadrise medio di 19° con pattini di sostentamento. Lungo 16,65 metri (equivalenti a circa 54 piedi, da qui il nome) e largo 4,90, il Dolphin 54' raggiunge 28 nodi di velocità di crociera e 32 di velocità massima spinto da due motori Common Rail MAN da 800 cv.
Il Dolphin 54' è stato certificato da RINA con certificazione B + F + Aa.
Il Dolphin 54' ha vinto il premio "Motor Boat of the Year Awards" di IPC Media, nella categoria "Traditional and Retro", assegnato in occasione dell'International Boat Show di Londra del 2009.
Il Dolphin 54' flybridge è stato scelto come "European Powerboat of the Year 2009" nella categoria "oltre 50 piedi" da una commissione composta da alcune tra le migliori riviste europee del settore.